# Іон-Корвін (комуна)
Іон-Корвін (рум. Ion Corvin) — комуна у повіті Констанца в Румунії. До складу комуни входять такі села (дані про населення за 2002 рік):
- Іон-Корвін (564 особи) — адміністративний центр комуни
- Бребень (22 особи)
- Віїле (1077 осіб)
- Крингу (142 особи)
- Раріштя (367 осіб)

Комуна розташована на відстані 140 км на схід від Бухареста, 66 км на захід від Констанци, 146 км на південь від Галаца.

## Населення
За даними перепису населення 2002 року у комуні проживали 2172 особи.
Національний склад населення комуни:
| Національність | Кількість осіб | Відсоток |
| -------------- | -------------- | -------- |
| румуни         | 2049           | 94,3 %   |
| турки          | 121            | 5,6 %    |
| угорці         | 2              | 0,1 %    |

Рідною мовою назвали:
| Мова      | Кількість осіб | Відсоток |
| --------- | -------------- | -------- |
| румунська | 2056           | 94,7 %   |
| турецька  | 113            | 5,2 %    |
| угорська  | 3              | 0,1 %    |

Склад населення комуни за віросповіданням:
| Релігія     | Кількість осіб | Відсоток |
| ----------- | -------------- | -------- |
| православні | 2049           | 94,3 %   |
| мусульмани  | 121            | 5,6 %    |
| реформати   | 2              | 0,1 %    |